# Can Costeria
Can Costeria és una obra de Caldes de Montbui (Vallès Oriental) protegida com a bé cultural d'interès local.

## Descripció
És un edifici entre mitgeres fent cantonada en forma de xamfrà. Antigament constava de planta baixa i dos pisos però després va ser sobrealçat i ara té un pis més. Al centre s'obre la porta principal d'arc rebaixat, té l'arc i els brancals de carreus de pedra. A sobre de la porta es troba una finestra amb la llinda feta en dues peces i amb decoració escultòrica gòtica. Les finestres que s'obren a banda i banda a la planta baixa són rectangulars allindanades i protegides per una reixa de ferro. Les del primer i segon pis tenen la llinda i els brancals de carreus de pedra i donen pas a un petit balcó de poc voladís. L'últim pis està separat de la resta per una cornisa i en ell s'obren moltes obertures quadrangulars seguint un ritme regular. La façana està arrebossada i pintada.

## Història
L'expansió de la ciutat fora del recinte emmurallat en el Portal de Vic es realitzà en el segle xvi, moment en què probablement es va construir aquesta casa. Això queda reafirmat pels elements gòtics de la façana.
La casa es va enderrocar al 2001 conservant el finestral i la porta que es van col·locar al nou edifici que es va construir en aquest solar.